# Alberto Losada Alguacil
Alberto Losada Alguacil (Sant Just Desvern, 28 de febrer de 1982) és un ciclista català, ja retirat, professional del 2006 al 2017. Format al Club Ciclista Montcada, el 2006 passà al professionalisme de la mà del Kaiku. Del 2007 al 2010 va córrer al Movistar, on va exercir de gregari. El 2011 fitxà pel Team Katusha Alpecin, on va fer de gregari del Purito Rodríguez. En el seu palmarès no hi ha cap victòria com a professional.
El 15 de novembre de 2017 anuncià la seva retirada del ciclisme després de dotze temporades com a professional i amb 35 anys d'edat. Amb tot, continuaria vinculat a la bicicleta ja que se centraria en la modalitat de MTB Marathon.

## Palmarès
- 2004
  - 3r a la Volta a Cantàbria
- 2006
  - 2n a l'Escalada ciclista a Montjuïc

### Resultats al Tour de França
- 2013. 109è de la classificació general
- 2015. 58è de la classificació general
- 2016. 67è de la classificació general

### Resultats a la Volta a Espanya
- 2008. 24è de la classificació general
- 2011. 46è de la classificació general
- 2012. 37è de la classificació general
- 2013. Abandona (10a etapa)
- 2014. 42è de la classificació general
- 2015. 31è de la classificació general
- 2016. 59è de la classificació general
- 2017. 72è de la classificació general

### Resultats al Giro d'Itàlia
- 2007. 60è de la classificació general
- 2010. 53è de la classificació general
- 2011. 55è de la classificació general
- 2012. 54è de la classificació general
- 2014. 36è de la classificació general
- 2017. 147è de la classificació general